# درويش محمد (قرية)
درويش‌ محمد هي قرية في مقاطعة مرند، إيران. عدد سكان هذه القرية هو 528 في سنة 2006.